# 宇和島町
宇和島町（うわじまちょう）は、愛媛県北宇和郡にあった町。現在の宇和島市の中心部にあたる。

## 地理
- 海洋: 宇和島湾
- 山岳: 高月山、三本杭
- 河川: 須賀川、辰野川、神田川、来村川

## 歴史
- 1889年（明治22年）12月15日 - 町村制の施行により、以下の34区域をもって宇和島町が発足。

- 宇和島龍華前通
- 宇和島一宮下町
- 宇和島鋸町
- 宇和島大工町
- 宇和島愛宕町
- 宇和島笹町
- 宇和島大石町
- 宇和島賀古町
- 宇和島鎌原通
- 宇和島中町
- 宇和島大榎通
- 宇和島追手通

- 宇和島丸ノ内
- 宇和島堀端通
- 宇和島広小路通
- 宇和島桜町
- 宇和島富沢町
- 宇和島御徒町
- 宇和島佐伯町
- 宇和島薬研堀通
- 宇和島元結掛
- 宇和島神田川原通
- 宇和島本町

- 宇和島裡町
- 宇和島樽屋町
- 宇和島堅新町
- 宇和島北町
- 宇和島龍光院前通
- 宇和島向新町
- 宇和島恵美須町
- 宇和島船大工町
- 宇和島須賀通
- 宇和島横新町
- 宇和島袋町

- 1917年（大正6年）5月1日 - 丸穂村を編入。
- 1921年（大正10年）8月1日 - 八幡村と合併して宇和島市が発足。同日宇和島町廃止。

## 交通

### 鉄道路線
- 宇和島鉄道
  - 宇和島鉄道線（現: 予讃線）
    - 宇和島駅